# Euploca antillana
Euploca antillana är en strävbladig växtart som först beskrevs av Ignatz Urban, och fick sitt nu gällande namn av Diane och Hilger. Euploca antillana ingår i släktet Euploca och familjen strävbladiga växter. Inga underarter finns listade i Catalogue of Life.